# Villa Josefina
Villa Josefina és un convent en desús de Sant Hilari Sacalm (Selva) inclosa a l'Inventari del Patrimoni Arquitectònic de Catalunya.

## Descripció
Edifici aïllat, situat al nucli urbà, a la carretera de Vic. De grans dimensions, té planta quadrangular, quatre pisos i golfes. Coberta en teula àrab i ràfec amb modillons de fusta pintats de color vermell.
A la façana principal, l'entrada està flanquejada per dues columnes d'estil jònic que sostenten un balcó que sobresurt amb una barana d'enreixat treballat. A cada costat de la porta hi ha dues finestres geminades. La resta d'obertures de l'edifici són en forma rectangular, amb guardapols, impostes i coronaments amb forma conopial decorats amb baixos relleus, excepte els ulls de bou que hi ha a la part superior de l'edifici.
En un angle de la paret d'entrada hi ha una glorieta.
L'edifici té a les cantonades cadenes careneres realitzades en guix.
Tota la façana està realitzada en maó arrebossat i pintat de color salmó.

## Història
La denominació de Torre dels bojos ve donada per la poca coneixença que la gent del poble tenia de la gent que allà hi vivia, i eren vistos com a persones estranyes.
Fou concebut com un centre de germanes religioses. Una de les primeres grans construccions de Sant Hilari Sacalm.
Al llarg dels anys, l'aspecte de l'edifici ha anat canviant i s'hi ha fet ampliacions, d'acord amb les necessitats de cada moment.
L'any 1982 es realitzaren obres de rehabilitació.
En l'actualitat es projecta convertir l'edifici en un balneari.